# Велика Берізка
Вели́ка Бері́зка — село в Україні, у Середино-Будській міській громаді Шосткинського району Сумської області. До 2020 орган місцевого самоврядування — Великоберізківська сільська рада.
Населення становить 181 особа.

## Географія
Село Велика Берізка знаходиться на лівому березі річки Знобівка, вище за течією на відстані 3 км розташоване село Перемога, нижче за течією на відстані 1,5 км розташовані села Ясна Поляна і Троїцьке.
На південному сході від села річка Алес впадає у річку Знобівку.

## Назва
Свою назву Велика Берізка запозичила від назви урочища або протоки Берізки, поблизу якої гетьман Іван Мазепа дозволив Василю Кочубею побудувати млин і поселити хутір.

## Історія
На гербі зображений процес заготівлі березового соку що вказує на назву населеного пункту (герб є промовистим).
Початок заснуванню Великої Берізки, або як її спочатку називали — Берізка, поклав генеральний суддя Василь Леонтійович Кочубей, якому гетьман Іван Мазепа 1 квітня 1705 виділив місце для будівництва млина на річці Знобівці, між Трубчевськими землями і землями сіл Чернацьке, Зноба та Голубівка, поруч з урочищами або протоками Крутий Ліг і Берізка, і дозволив йому тут людей поселити.
До початку 1708 В. Л. Кочубей спорудив на виділеному місці греблю з млином, однак поселити людей не встиг. Навесні 1708 його звинуватили в помилковому доносі проти Івана Мазепи та 15 липня 1708 стратили, а всі його маєтки відібрали. Проте вже в жовтні 1708 доніс Кочубея підтвердився, і гетьман Скоропадський повернув його дружині і двом синам відібрані в них маєтки, а Петро I затвердив їх за ними царською грамотою від 12 березня 1710 року.
Слідом за тим Кочубеї розділили між собою повернені маєтки і закріпили «Знобівку з пущами і млином» за молодшим сином Василя Леонтійовича — Федором Васильовичем Кочубеєм (? — 1729), який між 1710 і 1723 рр. . поселив поблизу млина на річці Знобівці село Берізку і по ревізії 1723 року володів в ній 10 хатами.
Після смерті Федора Кочубея, що настала в кінці 1729 року, Берізка перейшла у спадок до його старшого брата, полтавського полковника Василя Васильовича Кочубея (? — 21.08.1743), а від нього — до його молодшого сина Петра Васильовича Кочубея (? — 23.07 .1769).
На момент проведення Румянцевим опису Малоросії 1765—1768 рр. П. В. Кочубей володів в Берізці 19 дворами, 4 бездворнимі хатами і винокурнею, яка виробляла близько 500 відер горілки на рік (за даними на 1768). Займалися винокурінням в зазначений час і місцеві селяни. 8 з 23 Берізківська дворів містили в своєму господарстві винокурні. Найбільша з них, на чотири казана, перебувала в господарстві заможного селянина Тарандеєва, який мав у власності 5 коней, 15 голів великої рогатої худоби та 40 свиней.
23 липня 1769 Петро Васильович Кочубей помер. Після його смерті село Берізку успадкував його брат — глухівський підкоморій і предводитель дворянства Глухівського повіту Василь Васильович Кочубей, який на момент опису Новгород-Сіверського намісництва 1779—1781 рр. володів в ній 34 дворами і 45 хатами.
У 1781 році В. В. Кочубей віддав Берізку в придане своєї доньки Єлизавети Василівни Кочубей (? — 05.1800), а після її смерті і смерті її чоловіка, надвірного радника Івана Андрійовича Марковича (1742—1814) вона перейшла у спадок до їхньої дочки Пульхерії Іванівні Маркович (бл. 1775 — після 1836), яка в 1816 році володіла в селі 126 селянами.
Наприкінці 30-х — початку 40-х років позаминулого століття Пульхерія Іванівна або її спадкоємці продали Берізку титулярному раднику Петру Петровичу Гусакову (1816 — ?), одруженому з їхньою далекою родичкою — правнучкою полтавського полковника В. В. Кочубея — Параскою Василівною Скоропадською.
В селі Велика Берізка  діяли кілька заводів, на яких працювали мешканці навколишніх сіл, тому землеробство тут не розвивалося. У другій половині 19 століття Велика Берізка розвивалася як виробничо-промислове поселення. Там працювали цукровий, пивомедоварений та цегельний заводи. 
Напередодні скасування кріпацтва, в 1859 році, П. П. Гусаков володів у Великій і Малій Берізках 185 кріпаками чоловічої статі і цукробуряковим заводом з 5 гідравлічними пресами у Великій Берізці.
Через кілька років після скасування кріпосного права П. П. Гусаков продав Великоберезківський бурякоцукровий завод та інші свої володіння у Великій Берізці лікарю Родіону Георгійовичу Біловському, який в 1884 році довів продуктивну потужність заводу до 26500 пудів цукрового піску на рік.
За даними на 1859 рік у козачому й власницькому селі Новгород-Сіверського повіту Чернігівської губернії мешкало 355 осіб (179 чоловічої статі та 176 — жіночої), налічувалось 49 дворових господарств, була православна церква й бурякоцукровий завод.
Станом на 1886 у колишньому власницькому селі Протопопівської волості мешкало 541 особа налічувалось 89 дворових господарств, розташовувалися православна церква, школа, постоялий будинок, крупорушка, відбувався щорічний ярмарок.
За даними на 1893 рік у поселенні мешкало 635 осіб (303 чоловічої статі та 332 — жіночої), налічувалось 114 дворових господарства.
Завод успішно функціонував до 1909 року, поки на ньому не трапилася пожежа. Після пожежі Р. Г. Беловський передав завод в оренду своїм родичам Терещенкам, які відновили пошкоджене вогнем обладнання та відновили випуск готової продукції, що тривав до революції 1917 року, після чого завод законсервували, а потім демонтували. З другої половини ХІХ століття при заводі функціонувала лікарня, у якій надавали медичну допомогу не тільки працівникам заводу, а й членам їхніх родин.
Родіон Григорович був відомим у Новгород-Сіверському повіті лікарем, землевласником і промисловцем і, крім виробництва цукру, займався виготовленням цегли і розведенням коней. У Великій Берізці він мав невеликий конезавод, на якому на початку ХХ століття працювало 14 чоловіків і 4 жінки, і цегельний завод, який виробляв в 1885—1887 рр. від 90 до 100 тисяч штук цегли на рік.
Здавна (до 1765 року) у Великій Берізці діяла православна церква Вознесіння Господнього. Однак до кінця 70 -х років XVIII століття вона занепала, і в 1779 році на її місці була зведена нова церква, у якій в 1779—1781 рр. служив 1 священик і 1 паламар. Церква мала два поверхи і була побудована у вигляді хреста. Ліворуч від її головного входу знаходилася висока дзвіниця, а за нею — церковний цвинтар.
Вознесенська церква функціонувала до 1933—1934 рр., після чого її другий поверх розібрали, а на першому розмістили сільмаг. У різний час у ній служили Іван Максимович (? — 1878 — ?), Арсеній Бондаревський (? — 1898 — ?), Василь Виноградський (після 1917) та інші священики.
Восени 1861 року в Великій Берізці була відкрита перша церковно-приходська школа на 40 дітей. Вона була заснована за ініціативи місцевого священика Іоанна Максимовича і перебувала в його будинку. Наставником в школі служив паламар Василь Трубачов, який отримував за свою роботу від сільського товариства платню в розмірі тридцяти карбованців сріблом на рік і по два пуди жита в місяць. В 1875 році в селі почала працювати земська школа, у якій в 1896—1897 навчальному році навчалося 39 хлопчиків і 14 дівчаток, а в 1901 році — 54 хлопчика та 24 дівчинки. Школа знаходилася в будинку Родіона Георгійовича Біловського і утримувалася за рахунок його пожертвувань в сумі 120 руб. на рік, коштів Новгород-Сіверського земства в сумі 165 руб. і сільського товариства в сумі 75 руб.
За переписом 1897 року кількість мешканців зросла до 632 осіб (300 чоловічої статі та 332 — жіночої), з яких 628 — православної віри.
Відсоток грамотності серед жителів села був одним з найвищих у Протопопівській волості і на початку 1897 р. становив 36 %.
12 червня 2020 року, відповідно до Розпорядження Кабінету Міністрів України № 723-р «Про визначення адміністративних центрів та затвердження територій територіальних громад Сумської області» увійшло до складу Середино-Будської міської громади.
19 липня 2020 року,  в результаті адміністративно-територіальної реформи та ліквідації Середино-Будського району, село увійшло до Шосткинського району.
17 серпня 2024 року оперативне командування «Північ» повідомило про обстріли Сумської області. Серед постраждалих населених пунктів село Велика Берізка – 3 вибухи, ймовірно ствольна артилерія 122 мм.  

## Відомі люди

### Відомі уродженці
- Богданова Олександра Андріївна — голова Дніпропетровського обласного суду. Депутат Верховної Ради УРСР 2—4-го скликань.
- Роговцева Валентина Стефанівна — завідувачка дитячого відділення Восьмої міської лікарні міста Запоріжжя. Депутат Верховної Ради СРСР 6-го скликання.
- Устенко Андрій Іванович — член ЦК КП(б)У в 1949 — 1952 р. Депутат Верховної Ради УРСР 2—4-го скликань. Депутат Верховної Ради СРСР 2-го скликання.